# Léon Teisserenc de Bort

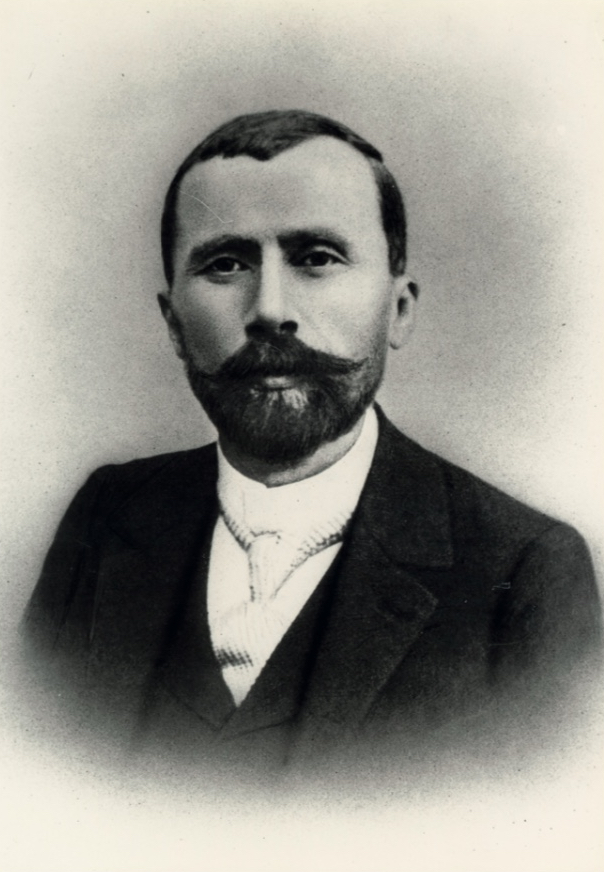

Leon Philippe Teisserenc de Bort (Parijs, 5 november 1855 - Cannes, 2 januari 1913) was een Franse meteoroloog die beroemd werd door de ontdekking van de stratosfeer.

## Pionier
Teisserenc de Bort pionierde in het gebruik van onbemande geïnstrumenteerde ballonnen en was de eerste die de regio in de atmosfeer identificeerde met een hoogte van ongeveer 8-17 kilometer waar het omslagpunt is van een negatieve naar een positieve gradiënt, dat nu bekendstaat als de tropopauze. Tussen 1892 en 1896 was Teisserenc de Bort chef van het administratieve centrum van de Nationale Meteorologie (een afdeling van de Franse regering) in Parijs. Na zijn ontslag uit deze functie richtte hij een eigen meteorologisch observatorium op in Trappes in de buurt van Versailles. Daar begon hij met zijn experimenten met hoog stijgende geïnstrumenteerde waterstofballonnen en daarmee was hij een van de eerste mensen die een loodsballon voorzag van instrumenten.
Teisserenc de Bort bemerkte dat terwijl de luchttemperatuur tot ongeveer 11 kilometer hoogte gestaag daalde, deze constant bleef boven die hoogte (tot het hoogste punt dat bereikt kon worden). Gedurende vele jaren vroeg hij zich af of hij een echt fysisch verschijnsel ontdekt had of dat zijn metingen te lijden hadden van een systematische vertekening (de eerste metingen hadden een positieve vertekening in de temperatuur doordat de instrumenten werden blootgesteld aan radiatieve verwarming met zonnestraling). Om deze reden voerde Teisserenc de Bort tot 1902 meer dan 200 ballonexperimenten uit, waarvan het merendeel 's nachts om de stralingseffecten van de zon te elimineren, waarna hij tot de conclusie kwam dat de atmosfeer in twee lagen verdeeld was.

## Troposfeer en stratosfeer
Hij voorzag de twee lagen van de aardatmosfeer in die jaren van de namen "troposfeer" en "stratosfeer". Deze naamgeving is sindsdien toegepast op lagen op grotere hoogte die vervolgens werden ontdekt. Na de dood van Teisserenc de Bort in 1913 schonken de erfgenamen het observatorium aan de staat, zodat het onderzoek zou kunnen worden voortgezet.

## Naamgeving
- De krater Teisserenc op de Maan.
- De krater Teisserenc de Bort op Mars.